# 角尾晋

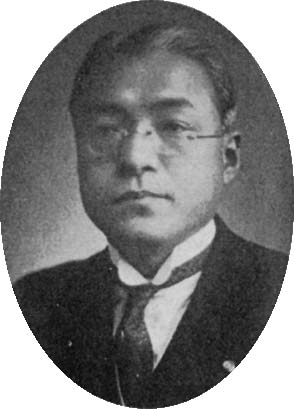
角尾晋

角尾 晋（つのお すすむ、1892年（明治25年） - 1945年（昭和20年）8月22日）は、日本の医学者。原爆被災時の長崎医科大学学長として知られる。東京出身。

## 略歴
東京・下谷に生まれる。獨協中学、一高を経て東京帝国大学医科に入学、内科学を修めいわゆる「銀時計組」（成績優等者）として卒業。長崎医科大学助教授となり、2年間の海外留学を経て帰国後教授に昇任、第二内科を担当した。1936年（昭和11年）7月、第5代長崎医大学長に就任し、1940年5月より1944年3月まで戦時期の医師速成のため設置された臨時附属医学専門部の部長を兼ねた。また1942年5月以降は新設の「東亜風土病研究所」の所長も兼任した。
1945年8月7日、東京出張からの帰途にあった角尾は、被爆直後の広島市内を歩いて惨状を目の当たりにし、翌8月8日医大に帰任後、全学生・教職員に対する朝礼訓辞のなかでその詳細を報告した。しかし翌日、ほかならぬ彼自身がその原爆に襲われることになった。
8月9日の午前中、角尾は10時20分まで講堂で内科臨床講義を行い、その後は内科病棟で学生・職員らを引き連れ（外来診察日であったため）外来患者の診察を行っていた。原爆投下の11時2分時点、角尾はこの内科病棟で北側の窓を背にして診察中であったが、この位置は爆心地から約700mの至近距離の位置にあり、かつ窓は爆心地方面に向いていたため、爆風の直撃に遭い粉砕飛散したガラス片で重傷を負った。同時に、爆心直下に位置していた長崎医科大もすべての校舎・施設が壊滅、教職員・学生のみならず入院・来院していた患者も大半が被爆死した。
被爆後、角尾は学生・職員に背負われ、大学近くの滑石の救護所まで避難し調来助教授の看護を受けたが、調および古屋野宏平教授に後事を託し、大学の将来を案じながら8月22日に52歳で死去した。角尾に先立ち附属医院長の内藤勝利教授は建物の倒壊により圧死、附属医専部長の高木純五郎教授も被爆後ほどなくして急性原爆症で死去したため、大学再建と被爆者医療の指揮は学長事務取扱となった古屋野、附属医院長となった調の2人が当たることになった。
第二次世界大戦後の1979年8月9日には教え子や同窓生により、非業の死を遂げた角尾の銅像が長崎医大の後身たる長崎大学医学部キャンパス内に建立され、1983年には彼の名を冠した「角尾学術賞」が長大医学部により創設された。また1985年には、被爆当時彼が着用していた麻のズボンが長崎市に寄贈され長崎国際文化会館に展示された。

## 人物
敬虔なキリスト教徒であり、東京帝大卒業を経て長崎医大に任官した後は、「医大を日本のハイデルベルクにする」を口癖にしていた。
被爆当時、角尾は論文執筆のため、緒方富雄東京帝大教授を通じ東大医学部図書室所蔵のドイツ語原書を借用していたが、死に臨んで論文と原書の入った風呂敷包みを家族に託し、必ず緒方に渡すよう伝え、死後包みは無事に渡された。

## 家族
角尾の死を看取った弟の滋は昭和医科大学教授。長男の道夫は日本医科大学薬理学教授、四男の澄夫は長崎大学医学部卒業後、開業医となった。

## 関連文献
- 青木義勇 「角尾晋」 『長崎県大百科事典』 長崎新聞社、1984年
- 小路敏彦 『長崎医科大学壊滅の日：救いがたい選択"原爆投下"』 丸の内出版、1996年 ISBN 4895141098